# Amerikansk frieri
Amerikansk frieri er en amerikansk stumfilm fra 1919 af James Cruze.

## Medvirkende
- Wallace Reid som Billy Deering
- Wanda Hawley som Helen Rogers
- Henry Woodward som Tom
- Theodore Roberts som Gordon Rogers
- Lillian Mason som Oglethorpe